# Movimento Hare Krishna

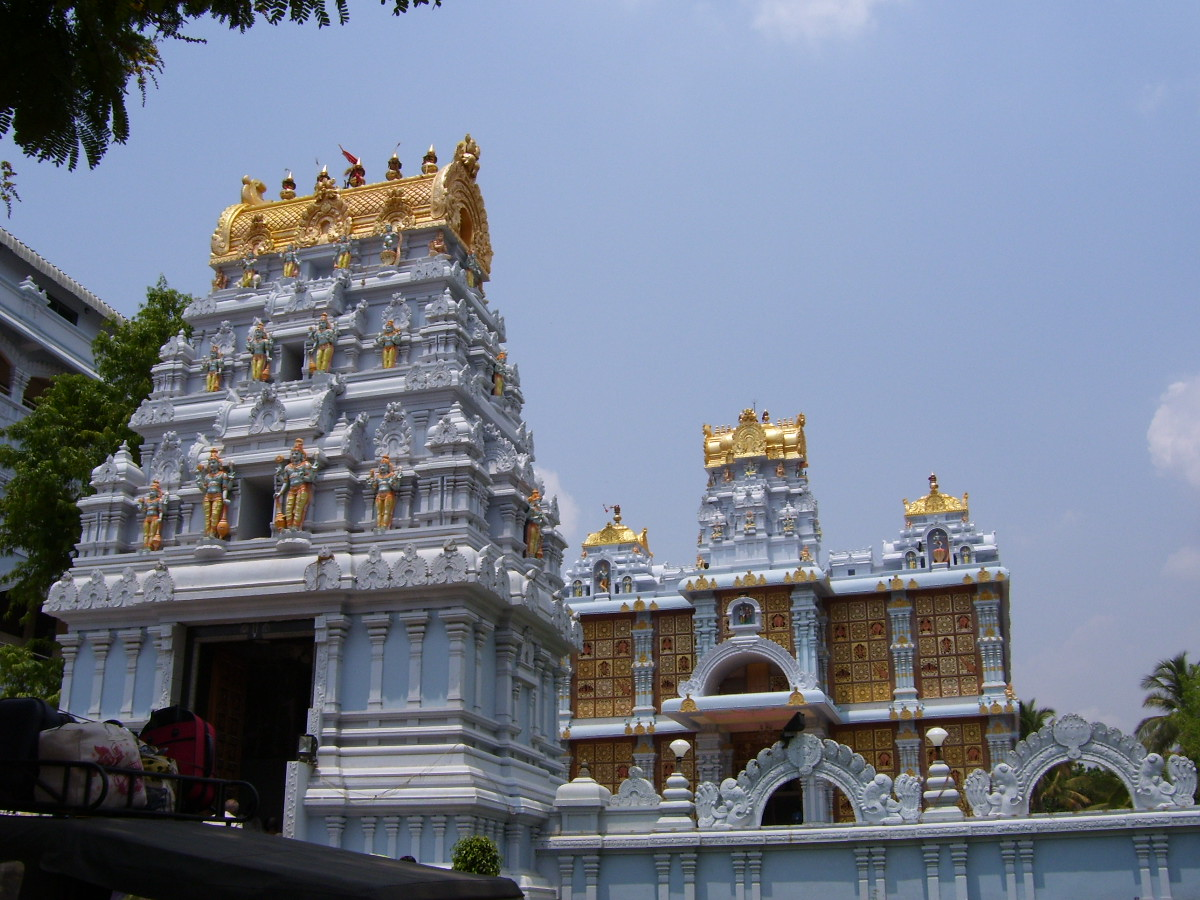
Um templo Hare Krishna em Tirupathi.

A Sociedade Internacional para a Consciência de Krishna (ISKCON), comumente chamada de movimento Hare Krishna, é uma organização religiosa hindu vaixnava gaudia. Foi fundada por A. C. Bhaktivedanta Swami Prabhupada  em 13 de julho de 1966 na cidade de Nova York. A sede principal da ISKCON fica em Mayapur, Bengala Ocidental, Índia, e conta com aproximadamente 1 milhão de membros em todo o mundo.

Os membros da ISKCON praticam uma forma distinta de hinduísmo monoteísta, fundamentada nas escrituras hindus e especialmente guiada pelos comentários e traduções de A. C. Bhaktivedanta Swami Prabhupada do Bhagavad Gita e do Bhagavata Purana. Descrita como “o maior e sem dúvida o mais importante ramo” da tradição vaixnava gaudia, a ISKCON tem suas raízes na Índia no início do século XVI e se expandiu para ganhar seguidores na América, Europa e África de meados ao final do século XX.
O movimento Hare Krishna defende o lacto-vegetarianismo e foi inicialmente fundado para promover o bhakti yoga. Os seguidores, conhecidos como bhaktas, dedicam seus pensamentos e ações à devoção a Krishna, a quem honram como a Suprema Personalidade de Deus.

## Um dos primeiros propagadores no Ocidente

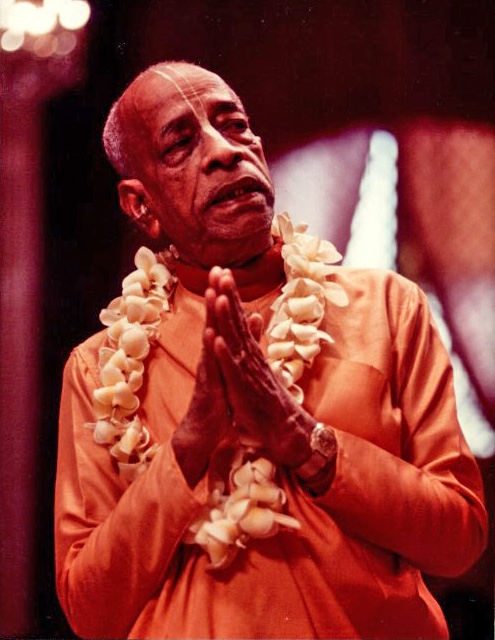
Bhaktivedanta Swami Prabhupada.

Abhay Charanaravinda Bhaktivedanta Swami Prabhupada (ou Srila Prabhupada) nasceu em 1896 em Calcutá, Índia. Seus pais pertenciam à classe média alta, e ele teve a oportunidade de estudar em escolas altamente conceituadas, além de ser criado com base nos princípios védicos tradicionais.
Na juventude, trabalhou como químico e teve uma proeminente indústria de produtos farmacêuticos. Casou-se e teve algum envolvimento com o movimento de Mahatma Gandhi.[carece de fontes?]
Em 1922, conheceu Bhaktisiddhanta Sarasvati, líder religioso e fundador de 64 Gaudiya Mathas (institutos védicos). Srila Prabhupada tornou-se seu admirador e, em 1933, seu discípulo formalmente iniciado.
Logo no seu primeiro encontro, Bhaktisiddhanta Sarasvati pediu a Srila Prabhupada para difundir o conhecimento védico em todos os países de língua inglesa. Nos anos que se seguiram, Srila Prabhupada escreveu um comentário sobre o Bhagavad-gita, ajudou a Gaudiya Matha e, em 1944, fundou a revista quinzenal em inglês Back to Godhead (Volta ao Supremo). Sozinho, Srila Prabhupada editava, datilografava os manuscritos, checava as provas e distribuía pessoalmente cada cópia. Seus discípulos continuam publicando a revista no Ocidente até hoje.
Em 1950, Srila Prabhupada retirou-se da vida familiar, adotando a ordem de vanaprastha (vida retirada) para devotar mais tempo a escrever e estudar. Passou muitos anos residindo no templo histórico de Radha-Damodara, em Vrindavan. Em 1959 aceitou a ordem renunciada de vida (sannyasa) de seu siksa e sannyasi-guru, Sri Srimad Bhaktiprajñan Kesav Goswami Maharaj. No templo de Radha-Damodara ele começou a trabalhar naquilo que seria a obra-prima de sua vida: uma tradução comentada em vários volumes dos 18000 versos do Shrimad-Bhagavatam (Bhagavata Purana). Nesse mesmo período também escreveu Fácil Viagem a Outros Planetas.
Depois de publicar três volumes do Bhagavatam, Srila Prabhupada viajou para os Estados Unidos, em setembro de 1965, para cumprir a missão delegada por seu mestre espiritual. Trazia consigo nada mais do que uma muda de roupa, alguns livros e sete dólares. Durante a viagem, a bordo do navio cargueiro Jaladuta, sofreu três ataques cardíacos.[carece de fontes?]
Nos primeiros anos em Nova York, Prabhupada viveu como hóspede de imigrantes indianos, intelectuais, místicos e hippies. e fundou sua Missão, a ISKCON, International Society for Krshna Consciouness após quase um ano de grandes dificuldades e privações.
Antes de sua partida deste mundo em 14 de novembro de 1977, Prabhupada viu o Movimento Hare Krishna crescer e se popularizar em todo o mundo, de acordo com o desejo de seu Guru e de Sri Caitanya Mahaprabhu. Ele escreveu obras que são usadas em universidades do mundo inteiro e já foram traduzidas para mais de 50 idiomas e iniciou milhares de discípulos.[carece de fontes?]

## Os principais preceitos do Movimento
1. Propagar o conhecimento espiritual na sociedade  e educar todas as pessoas nas técnicas da vida espiritual a fim de sustar o desequilíbrio de valores na vida e alcançar a verdadeira unidade e paz mundiais;
2. Propagar a consciência de Críxena, como é revelada no Bhagavad-gita e no Srimad Bhagavatam;
3. Unir os membros da sociedade uns com os outros e torná-los mais próximos de Críxena, a entidade primordial, de modo a desenvolver a ideia, entre os membros e a humanidade em geral, de que cada alma é parte integrante da qualidade de Deus;
4. Ensinar e encorajar o movimento de sankirtana, canto congregacional dos santos nomes de Deus, conforme é revelado nos ensinamentos do Senhor Sri Caitanya Mahaprabhu;
5. Erigir, para os membros e para a sociedade em geral, um lugar sagrado de passatempos transcendentais, dedicado à Personalidade de Críxena;
6. Manter em todos o objetivo de ensinar um modo de vida mais simples e natural;
7. Publicar e distribuir periódicos, revistas, livros e outros escritos.

## Ensinamentos básicos

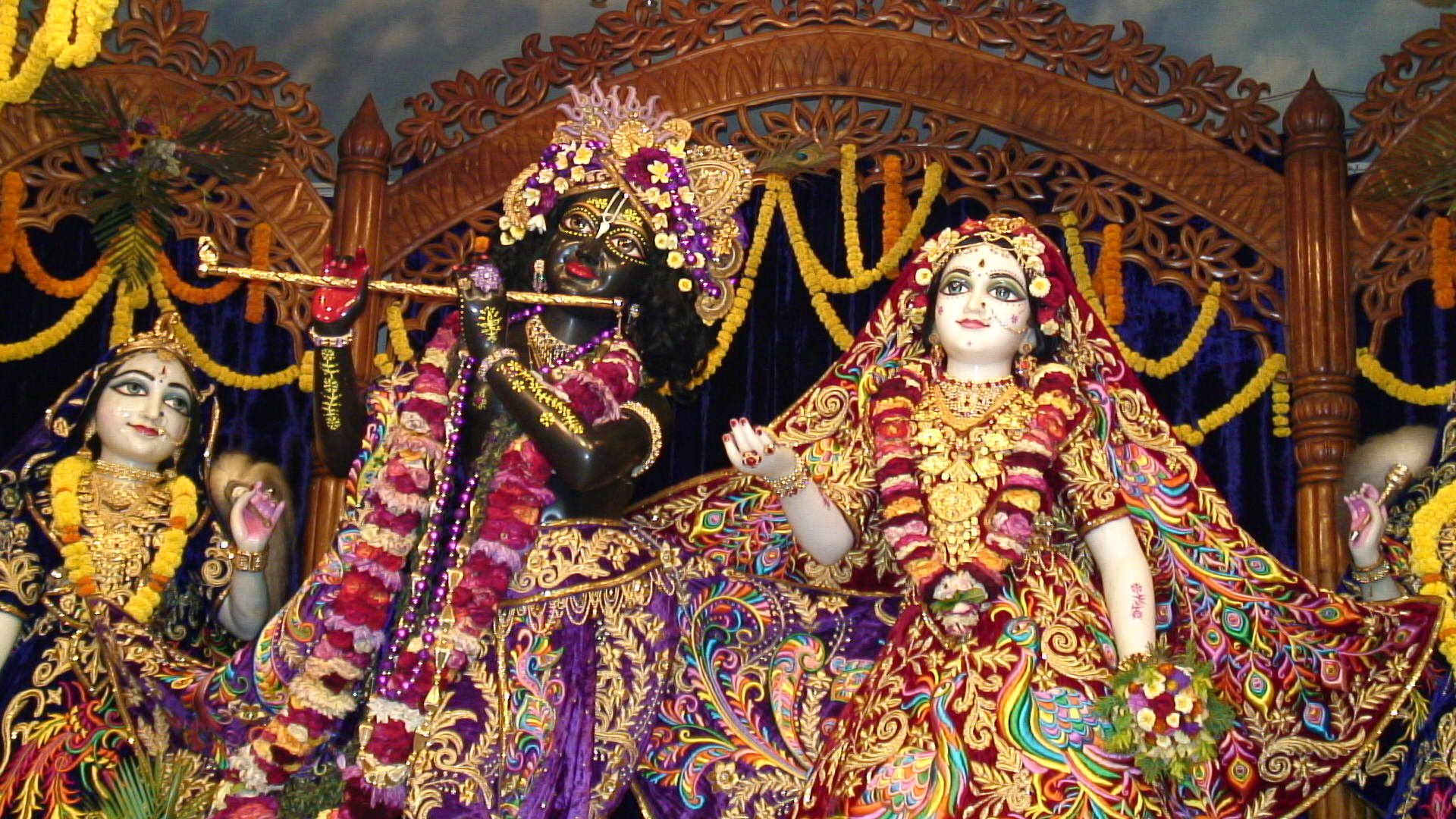
Críxena, Rada e uma Gopi. Estas são as Deidades do templo de Mayapur, conhecidas como Radha-Madhava (Rada e seu amado (Críxena)).

No sistema filosófico, cultural e científico denominado Gaudiya Vixenuísmo, "Vaishnava" significa que a adoração é centralizada em Vixnu, e "Gaudiya" refere-se à área onde este ramo particular de Vixenuísmo se originou, em Gauda, região da Bengala.
O Gaudiya Vixenuísmo iniciou-se no século XV com a pregação do líder carismático Caitanya Mahaprabhu, e desde então foi transmitido em sistema de parampara, sucessão de mestres que transmitem o conhecimento a seus discípulos de forma estrita e ininterrupta. Sua base filosófica é muito vasta, e provém principalmente do Bhagavad-gita e do Bhagavata Purana, além de diversas escrituras da cultura védica como os Upanishades e Puranas. Estas obras foram traduzidas para o inglês por Prabhupada, entre outros tradutores fidedignos e atualmente estão disponíveis em mais de setenta línguas. Muitas delas estão disponíveis online.
Os devotos Hare Críxena são estritamente monoteístas: concebem a existência de um único Deus, o qual é provido de infinitos nomes e infinitas formas conforme suas infinitas qualidades. O nome principal de Deus é Críxena, que significa "O Todo-Atrativo" e que, portanto, engloba todas as demais qualidades. Críxena é descrito como a expressão original e mais alta de Deus, svayam bhagavan, e em geral a literatura do Movimento refere-se a ele como "a Suprema Personalidade de Deus".
Sri Krishna, que segundo a tradição do Vixenuísmo esteve pessoalmente na Terra há cerca de 5000 anos, tem características nitidamente antropomórficas e possui seis opulências principais: beleza, inteligência, força, fama, riqueza e renúncia. Tem o corpo eternamente jovial, com a "cor da nuvem fresca de chuva", e gosta de tocar flauta e brincar em companhia de seus servos e servas em sua morada espiritual. A potência de felicidade de Críxena se chama Rada, sua consorte eterna e que, quando ele esteve na Terra, atuou como sua amiga de infância e amante. Para os devotos, Rada representa a contraparte divina do sexo feminino, a potência espiritual original, a mãe da devoção e a expressão máxima de amor divino. O foco de todas as atividades do Movimento é o culto devocional (bhakti) de Rada e Críxena, idealizando que o devoto adquira amor puro e sincero por Deus (prema)sem esperar nada em troca, nem mesmo libertação ou salvação.
"Não somos o corpo" é uma das máximas do Movimento Hare Krishna, que identifica a entidade viva como uma alma espiritual eterna, plena de conhecimento e bem-aventurança, que vem ao mundo material por ilusão (maya). Todos os seres vivos (plantas, animais e seres humanos) são almas espirituais, presas a um ciclo de nascimentos e mortes (samsara) na Terra e em outros planetas materiais. Conforme suas ações em vida, a alma recebe um corpo apropriado após a morte - isso é denominado karma. Na forma de vida humana, a alma tem a oportunidade de voltar ao mundo espiritual. Para isso, deve desenvolver "Consciência de Críxena" - reviver sua consciência espiritual original que está adormecida e, assim, servir a Deus com amor espontâneo. O cantar constante do mantra Hare Krishna é a principal atividade para o despertar dessa consciência e para a conexão íntima com Críxena.
Diferentemente do que é sugerido pelas escolas Advaita (monistas) do Hinduísmo, a filosofia rejeita firmemente a hipótese de que a alma, ao se libertar da matéria, experimentará uma "fusão" com Deus ou se tornará uma "luz", um "vazio" ou algo sem forma nem desejos. Tanto Deus quanto a alma são definidos como eternamente pessoais, não se fundindo jamais em uma existência única.
O Movimento Hare Críxena não é uma organização hindu e o termo Hinduísmo se trata de uma generalização prosaica das crenças originárias da Índia, além de uma designação sectária e inadequada. O correto é Sanatana-dharma e Varnashrama-dharma como nomes mais precisos para este sistema que aceita a autoridade dos Vedas e não está limitado à questão teológica: abrange todos os campos do comportamento humano, como alimentação, vestuário, organização familiar, etiqueta, organização social, economia, higiene, arquitetura, belas artes, música, dança, literatura, astrologia, concepções pedagógicas, técnicas agrícolas e pecuárias, etc. Enfim, é um sistema completo e com características bastante peculiares, que muitas vezes destoam daquilo que os ocidentais considerariam comum.

## Maha-mantra
A característica distintiva e fundamental é o cantar constante do mantra Hare Krishna: Hare Krishna, Hare Krishna, Krishna Krishna, Hare Hare / Hare Rama, Hare Rama, Rama Rama, Hare Hare. São três nomes em sânscrito, dispostos em forma de poesia astunubh.
As origens históricas do mantra Hare Krishna, também conhecido como maha-mantra ("Grande Mantra") não são claramente estabelecidas. Supõe-se que tenha sido conhecido e recitado por vaishnavas na Índia desde o período medieval, pelo menos. Sua primeira referência escrita é o Kali-Santarana Upanishad.
O mantra foi popularizado no século XVI por Caitanya Mahaprabhu, que, viajando por toda a Índia (especialmente Bengala e Orissa) difundiu-o a pessoas de todas as castas e segmentos religiosos. No século XIX, o erudito vaishnava Bhaktivinoda Thakura predisse que este mantra seria conhecido e cantado até mesmo nas menores aldeias e vilas, em todos os continentes. E então, a expressão "Hare Krishna" tornou-se familiar fora da Índia, em muitas partes do mundo.
A palavra Hare é um vocativo de Rada, a energia de Deus; Críxena é um nome de Deus que significa "O Todo-Atrativo"; e Rama, "A fonte de todo o prazer". Hare também pode ser interpretado como vocativo de Hari (título divino que significa "Aquele que remove a ilusão").
Entre os diversos significados dados ao mantra Hare Krishna, um dos mais sucinto e corriqueiros é o que é dado por Prabhupada: "Ó Senhor Todo-Atrativo e fonte de todo o prazer, ó energia do Senhor, por favor, ocupai-me no vosso serviço".
O mantra Hare Krishna está presente em um bom número de canções populares, sendo que as mais famosas são as gravações feitas por The Fugs em 1969; pelo Radha Krishna Temple (com selo da Apple e participação dos Beatles) em 1971; por Hüsker Dü (1984); por Boy George (1991) e Nina Hagen (1999). No musical da Broadway ''Hair'' de 1967, o mantra é usado na letra da trilha Be In. No Brasil, Ronnie Von, a banda Cheiro de Amor e Nando Reis incluíram o mantra em composições, e a expressão "Hare Krishna" aparece também em trechos de Raul Seixas (Como vovó já dizia e Todo mundo explica). A mais célebre divulgação do mantra Hare Krishna na cultura pop, no entanto, é a música My Sweet Lord (1970), de George Harrison, que alcançou o topo das paradas internacionais e faz parte da lista das "500 melhores canções de todos os tempos" da revista ''Rolling Stone''.
De acordo com a literatura vaishnava, a recitação do mantra Hare Krishna coloca a pessoa em contato direto e perfeito com Deus. O Movimento Hare Krishna ensina que, por ser absoluto, Deus não é diferente de seu nome, sua imagem, sua parafernália, etc; assim, quando o devoto diz o nome de Críxena, o próprio Críxena está presente em toda a plenitude junto a este devoto. Acredita-se que, em outras eras, usava-se outros processos para a auto-realização e o relacionamento com Críxena, como meditação, sacrifícios, penitências, etc, mas na era atual (Kali Yuga, a era da hipocrisia e das desavenças) não haveria outro meio viável de comunhão com Deus e libertação da alma.
Não há regras rígidas para recitar o mantra. Pode ser recitado mentalmente, murmurando ou em voz alta. Pode ser simplesmente declamado, ou então cantado com qualquer tipo de melodia. Pode ser cantado individualmente ou em grupo. Pode ser cantado de forma suave, com os devotos sentados em meditação (bhajan) ou com de forma mais frenética, com danças (kirtana). Pode ser cantado a qualquer hora do dia e da noite, e em qualquer lugar, inclusive enquanto se executa outras atividades.
As pessoas que passam pela cerimônia de iniciação, usam um rosário denominado japa-mala, feito de 108 contas de madeira de tulasi (Ocimum tenuiflorum, planta sagrada para os devotos) e buscam cantar um número fixo mínimo de voltas deste rosário diariamente, o que corresponde a cantar Hare Krishna muitas vezes por dia.
A repetição do mantra, associado a todo o contexto devocional, pode levar a estados elevados de consciência. A literatura do Movimento prevê a possibilidade alcançar-se êxtase espiritual manifestado através de alguns sintomas específicos.

## Princípios que auxiliam a prática
Quatro princípios morais potencializam a prática e uma vida sadia, pura, civilizada e mais próxima de Deus:
Parar o consumo de carne, peixe, ovos, frutos do mar e seus derivados. Propõe-se o lacto-vegetarianismo como o regime alimentar ideal para o ser humano, e está relacionado ao princípio védico de Daya (não-violência ou misericórdia). Todos os alimentos oriundos da matança de animais são considerados impróprios para o consumo, e a proteção às vacas é especialmente estimulada, por serem elas os animais mais queridos por Críxena;
Parar de praticar sexo ilícito. Relações sexuais somente entre pessoas casadas. A busca de desfrute sexual, é apontada como um grande inimigo da alma, pois faz com que a entidade viva se esqueça de Críxena e se apegue cada vez mais ao corpo. Por isso, a castidade, o pudor, o respeito para com o sexo oposto e o auto-controle são muito enfatizados dentro do Movimento, e correspondem ao princípio de Tapas (austeridade);
Não participar de jogos de azar e jogos e atividades que levam a perda de tempo desnecessária. Eles aumentam a ira, a inveja, a ansiedade e a cobiça, e não condizem com um modo de vida e de sobrevivência honesto e honrado. Abster-se da jogatina desenvolve a qualidade de Satyam (veracidade);
Não usar intoxicantes. Isso inclui a abstinência absoluta de bebidas alcoólicas, tabaco, maconha, cocaína, LSD, drogas em geral, chás alucinógenos e produtos à base de cafeína. A cebola, cenoura, lentilhas e alho também são desincentivados por possuírem propriedades intoxicantes excessivas. Assim o praticante mantém o princípio de Śaucam (limpeza) e evita obscurecer sem necessidade a mente, que já está perturbada e ofuscada por todo tipo de conceitos materiais de vida. No início da propaganda do Movimento entre os hippies nos anos 60 e 70, havia um slogan que dizia: "Mais barato que a maconha, mais doce que o ácido, e que não dá ressaca" - referindo-se ao mantra Hare Krishna.

## Outras práticas adicionais
Além de não comer carne, não praticar sexo ilícito, não jogar e não intoxicar-se, os membros e simpatizantes procuram:
- oferecer o alimento a Críxena antes de consumi-lo, com mantras e orações específicos. Assim, a comida se torna prasadam, ou seja, alimento sagrado, purificado (literalmente, prasadam significa a misericórdia do Senhor);

- recitar um número fixo de voltas diárias de japa mala, um rosário com 108 contas feitas de madeira de tulasi. Em cada conta, o devoto recita o mantra Hare Krishna;

- associar-se com pessoas favoráveis a prática;

- ler os livros da filosofia. Isso auxilia o contato com o mestre espiritual;

- peregrinar a lugares sagrados, tais como Vrindavan, onde Críxena passou a infância e a adolescência;

- participar das atividades do Movimento, que incluem o canto do mantra Hare Krishna e a distribuição dos livros em locais públicos. Essas atividades são denominadas Sankirtan;

- participar de serviço prático nos templos e centros culturais.

## Iniciação
A primeira iniciação é uma cerimônia denominada Harer Nama. O devoto recebe de seu Guru uma japa e faz o voto de, todos os dias, cantar os mantras e não comer carne, praticar sexo ilícito, jogos de azar e intoxicação. O guru então lhe dá um nome espiritual. Esse nome é sempre um dos nomes de Críxena ou de seus associados eternos, acrescido do sufixo Das (servo) para os homens, ou Devi Dasi (serva) para as mulheres.
Na segunda iniciação, denominada diksa ou "brahmínica", ele recebe um cordão sagrado e um mantra Gayatri que recita três vezes por dia. Torna-se então um brâmane.
A terceira iniciação, chamada de sannyasi, é a da renúncia aos bens materiais e pregação da Consciência de Críxena, dada pelo Guru a quem tem aptidões espirituais e intelectuais específicas.

## Adoração à Deidade
As Deidades são formas de Críxena, em sua forma original com a flauta ou em uma de suas manifestações como Caitanya Mahaprabhu, Narasimha, Jagannatha, etc. Os devotos consideram que, como Críxena é absoluto, não há diferença entre ele próprio e sua representação na forma de Deidade. Assim, dão à Deidade o máximo de atenção e culto, como manifestação visível de Deus.
Todos os dias os templos executam várias cerimônias de adoração à Deidade, sendo oferecidos a ela diferentes itens como incenso, água, flores aromáticas e comida vegetariana (que depois será distribuída aos devotos, visitantes e mesmo à população em geral). As Deidades são regularmente despertadas, banhadas, vestidas, colocadas para dormir, enfim, têm toda uma rotina como se fossem hóspedes de honra.
Três vezes por dia o altar onde estão as Deidades é aberto e as pessoas podem acompanhar o pujari (brâmane responsável pela adoração da Deidade) realizar a cerimônia. Nestas ocasiões os devotos oferecem reverências prostrando-se ao solo, e cantam e dançam para as Deidades.

## Festival de Domingo
Aos domingos, os templos Hare Krishna abrem as portas para um Festival do qual todos podem participar. Devotos e visitantes cantam, dançam, assistem uma palestra sobre algum tópico espiritual, e por fim saboreiam prasadam, deliciosas preparações lacto-vegetarianas oferecidas à Deidade.

## Indumentária
Não é obrigatória, assim como nada na Consciência de Críxena. Quem gosta, tradicionalmente usa o dhoti (calça de estilo védico) e a kurta (camisa larga) no caso dos homens - na cor açafrão para os monges celibatários.
As mulheres podem usar saris ou gopi dresses.
As roupas em geral usuais, podem preencher três requisitos: devem ser simples, limpas e castas.
Quanto aos cabelos, os brahmacaris (estudantes monásticos celibatários) e sannyasis (monges) geralmente raspam a cabeça na lua cheia, deixando uma parte sem raspar no topo, denominado sikha. Grihastas (chefes de família) podem fazer o mesmo se quiserem. Contudo, conforme a atividade profissional, raspar a cabeça e manter a sikha não é obrigatório. Algumas moças não cortam os cabelos e os amarram para manter a limpeza.
Todos os devotos iniciados usam no pescoço um cordão de pequenas contas da madeira tulasi, denominado kanti mala. A kanti deve ficar em torno da base da garganta e ser claramente visível.
E devotos que não são iniciados, mas que estejam seguindo estritamente os princípios regulativos, também podem usar kanti mala.
Após o banho matinal, os Hare Krishna podem aplicar tilaka, uma pasta de água e argila, em diferentes partes do corpo e do rosto, enquanto repetem mantras específicos. Uma marca vermelha na testa das mulheres indica que são casadas.

## Ratha-Yatra
As principais cidades em que o Movimento está estabelecido realizam anualmente o festival denominado Ratha-Yatra ("Festa das Carruagens").
Neste evento, as deidades de Jagannatha, Baladeva e Subhadra saem às ruas em pomposas carruagens, acompanhadas por carros alegóricos, cântico, dança e distribuição de livros e alimentos.
A comemoração tem origem nos desfiles realizados em Puri, na Índia, sendo o maior festival religioso anual do mundo, reunindo cerca de 8 milhões de pessoas. O primeiro Ratha-Yatra do mundo ocidental foi realizado em 1968, na cidade de San Francisco, por iniciativa de Prabhupada e seus discípulos, e hoje é feriado municipal. Em outros locais, como Nova Iorque, o Ratha-Yatra reúne mais de 10 mil pessoas. No Brasil, ele é realizado no Rio de Janeiro (orla da praia do Leblon), Belo Horizonte (Av. Afonso Pena), Salvador (Farol da Barra), São Paulo (Av. Paulista), além de Curitiba, Porto Alegre, Franco da Rocha (SP), Campina Grande (PB), Recife, Pindamonhangaba (SP), Suzano (Av. Mogi das Cuzes) (SP) entre outras.

## Comunidades Rurais
Parte dos integrantes do movimento vive em ecovilas. A maior comunidade rural do movimento na América Latina está localizada em Pindamonhangaba.